# 426 Hemi

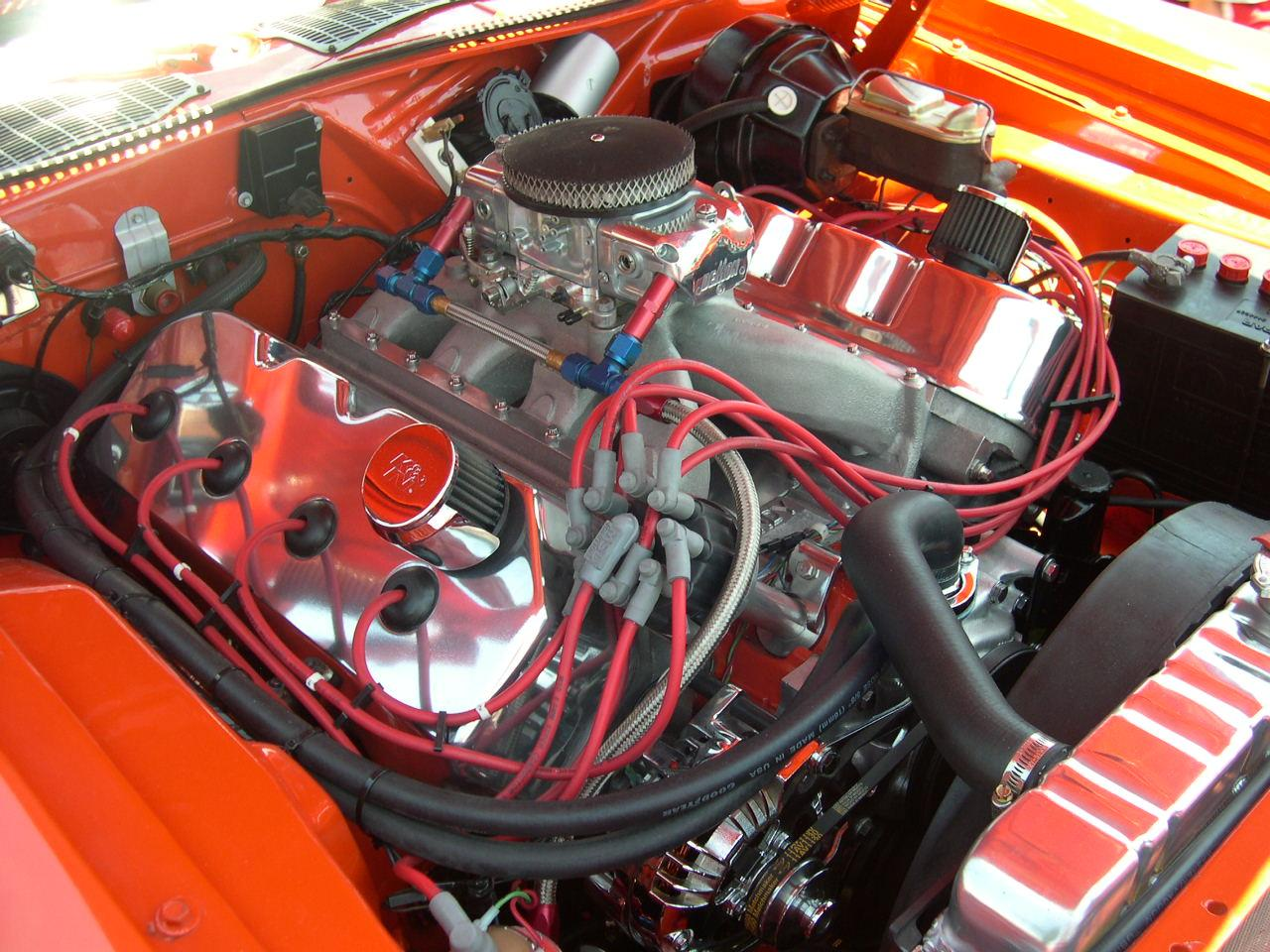
Motorutrymmet i en 1971 Plymouth Hemi 'Cuda

426 Hemi är en bensindriven förbränningsmotor av typen V8 som tillverkades av Chrysler Corporation 1964-1971 och monterades i bilar för gatubruk åren 1966-1971. Namnet kommer av att dess förbränningsrum är hemisfäriska, samt av att slagvolymen är 426 kubiktum (7,0 l). Motorn har centralt placerad kamaxel och två ventiler per cylinder. Den har en borrning på 4,25 tum och en slaglängd på 3,75 tum.
426 Hemi var egentligen endast avsedd för tävlingsbruk inom Nascar och dragracing, men kom även att säljas till allmänheten för att klara Nascars homologisering. Den uppgavs ha en effekt på 425 hk SAE och var försedd med två fyrportsförgasare. Racemotorn och gatmotorn är inte exakt lika.
Bilar som originalutrustades med Hemimotor betingar idag mycket höga priser jämfört med samma modeller utrustade med annan motor, även om de senare skulle ha utrustats med Hemi-motor i efterhand (så kallade Hemi-kloner). Sammanlagt monterades Hemi-motorer i 10 904 bilar avsedda för gatubruk.
Hemi-motorn tillverkas och säljs fortfarande till kunder som vill montera den i tävlingsbilar eller bygga en Hemi-klon.
Hemi-motorn fabriksmonterades i följande bilmodeller (ej fullständig lista):
- Dodge Challenger (1970-71)
- Dodge Charger (1966-71)
- Dodge Charger Daytona (1969)
- Dodge Coronet (1966-71)
- Dodge Super Bee (1968-71)
- Dodge Dart (Super Stock) (1968)
- Plymouth Belvedere (1966-70)
- Plymouth Satellite (1966-71)
- Plymouth Roadrunner (1968-71)
- Plymouth Superbird (1970)
- Plymouth Barracuda 1970-71)
- Plymouth Barracuda (Super Stock) (1968)

Chrysler tillverkade även en annan motor med samma slagvolym, 426 RB Wedge.